# ليلي توك
ليلي توك (بالإنجليزية: Lily Tuck)‏ (10 أكتوبر 1938، باريس في فرنسا)؛ كاتِبة وروائية أمريكية.